# Angelica dahurica
Angelica dahurica är en flockblommig växtart som först beskrevs av Fisch. och Franz Georg Hoffmann, och fick sitt nu gällande namn av Adrien René Franchet och Paul Amédée Ludovic Savatier. Angelica dahurica ingår i släktet kvannar, och familjen flockblommiga växter.

## Underarter
Arten delas in i följande underarter:
- A. d. dahurica
- A. d. formosana